# Paul César Helleu

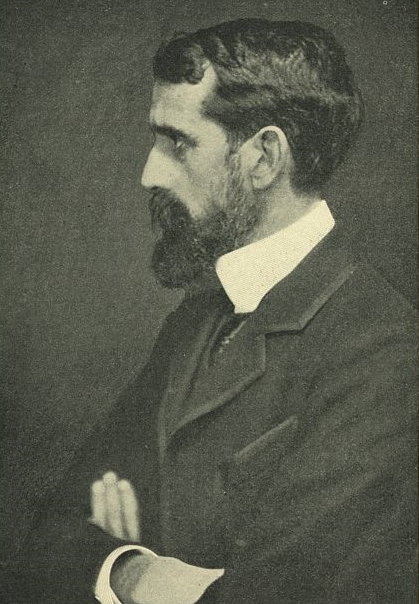
Paul César Helleu (1903).

Paul César Helleu (Vannes, 17 de diciembre de 1859 - París, 23 de marzo de 1927) fue un pintor de óleos francés, artista al pastel, grabador a punta seca, y diseñador, principalmente conocido por sus numerosos retratos de mujeres de la alta sociedad de la Francia de la Belle Époque. También creó el techo mural de constelaciones en el cielo nocturno para la estación de tren Grand Central Terminal en la ciudad de Nueva York. Era el padre de Jean Helleu y abuelo de Jacques Helleu, ambos directores artísticos para la marca Parfums Chanel.

## Biografía

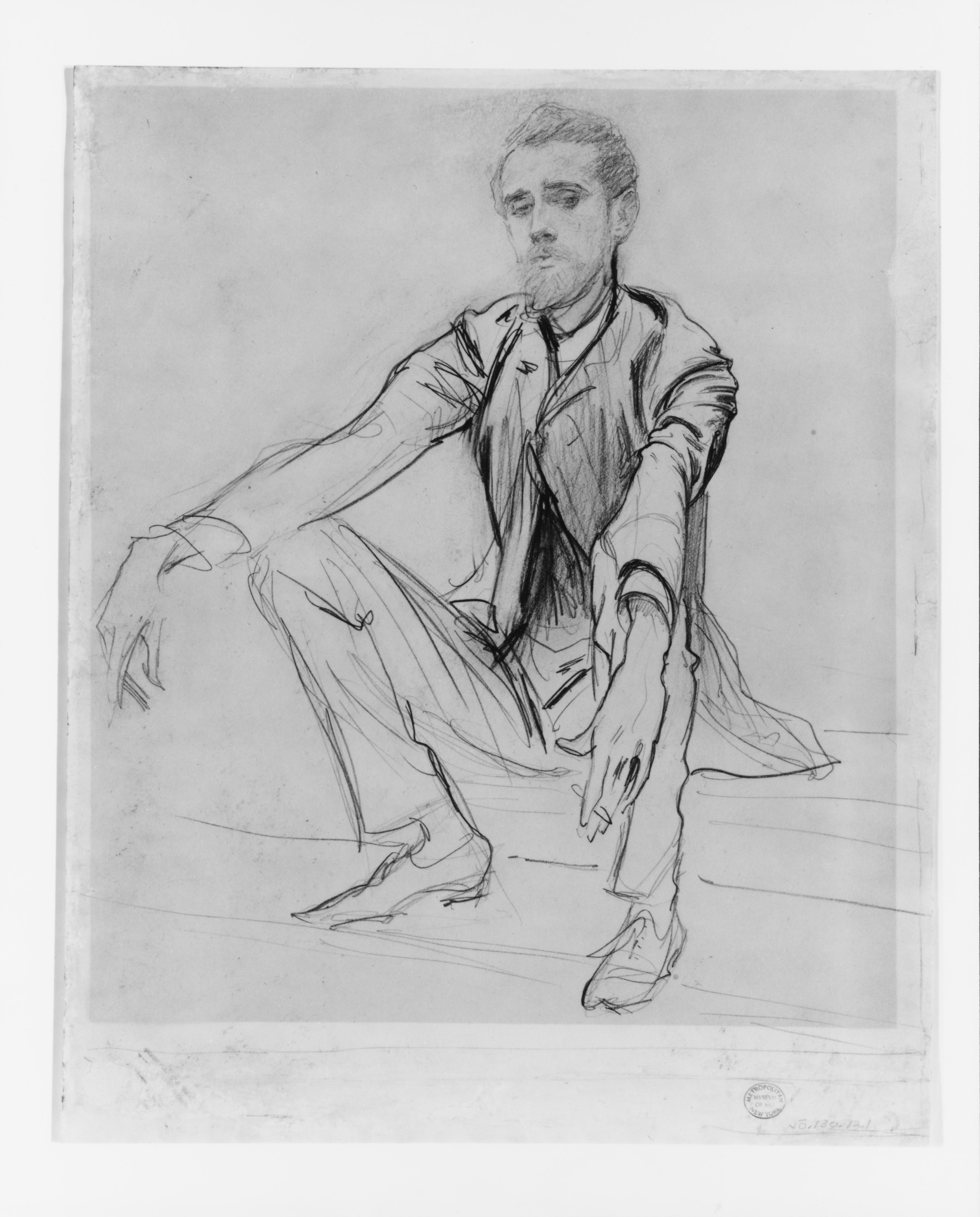
Dibujo de Helleu hecho por John Singer Sargent a inicios de 1880. Sargent apreciaba este dibujo franco de su amigo de toda la vida y lo colgó en el comedor de su apartamento de París.

Paul César Helleu nació en Vannes, Bretaña, Francia. Su padre, quién era inspector de aduana, falleció cuando Helleu estaba en la adolescencia y a pesar de la oposición de su madre viuda, se dirigió a París y estudió en el Liceo Chaptal. En 1876, a la edad de 16, fue admitido en la École des Beaux-Arts o Escuela de Bellas Artes, empezando así su formación académica en pintura junto a Jean-Léon Gérôme. Helleu asistió a la Segunda Exposición Impresionista en el mismo año, y conoció a John Singer Sargent, James McNeill Whistler, y Claude Monet. Quedó impactado por su técnica moderna, esbozos alla prima y hermosas escenas exteriores, hasta entonces rechazadas en el estudio. Para sobrevivir hasta la graduación, Helleu tomó un trabajo con la firma de Théodore Deck Ceramique Française que se dedicaba a pintar a mano platos decorativos. En esa misma época, conoció a Giovanni Boldini, un pintor de retratos con un estilo sencillo y vibrante, que resultó ser mentor y camarada e influyó fuertemente su futuro estilo artístico.

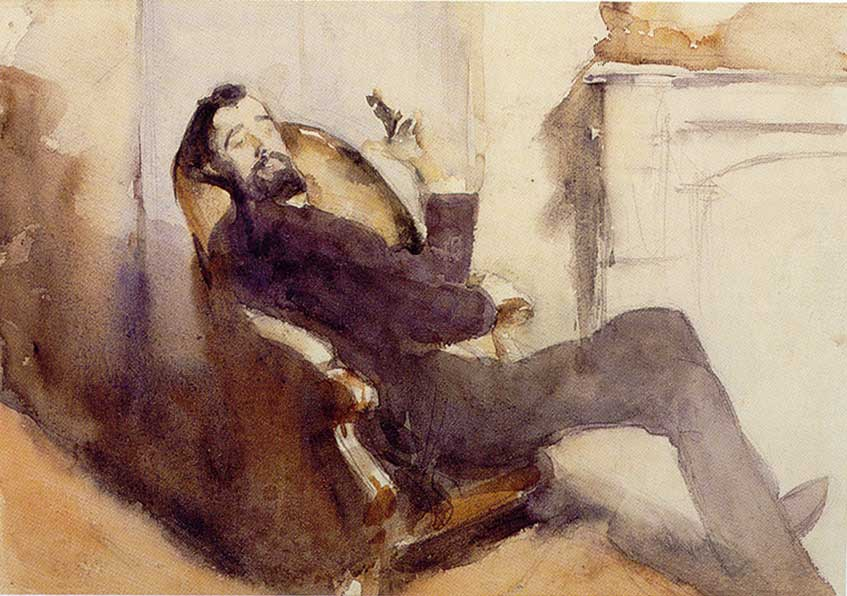
Paul Helleu (acuarela), John Singer Sargent, c. 1882-1885

A los 18 años, Helleu estableció una amistad cercana con John Singer Sargent, cuatro años mayor que él y dicha amistad duraría toda la vida. Ya habiéndose establecido, Sargent recibía comisiones por su trabajo artístico. Helleu no había vendido absolutamente nada y se sentía profundamente desanimado, casi al punto de abandonar sus estudios. Cuando Sargent oyó esto, fue a visitar a Helleu y eligió una de sus pinturas, alabando su técnica. Halagado de que Sargent elogiara su trabajo, ofreció dárselo, a lo cual Sargent respondió, "Con mucho gusto aceptaré esto, Helleu, pero no como regalo. Vendo mis cuadros propios, y sé lo que me cuestan para el momento en que están fuera de mis manos. Nunca debería disfrutar este pastel si no lo hubiera hecho o te hubiera dado un precio justo y sincero por él." Dicho esto le pagó un cheque por mil francos.

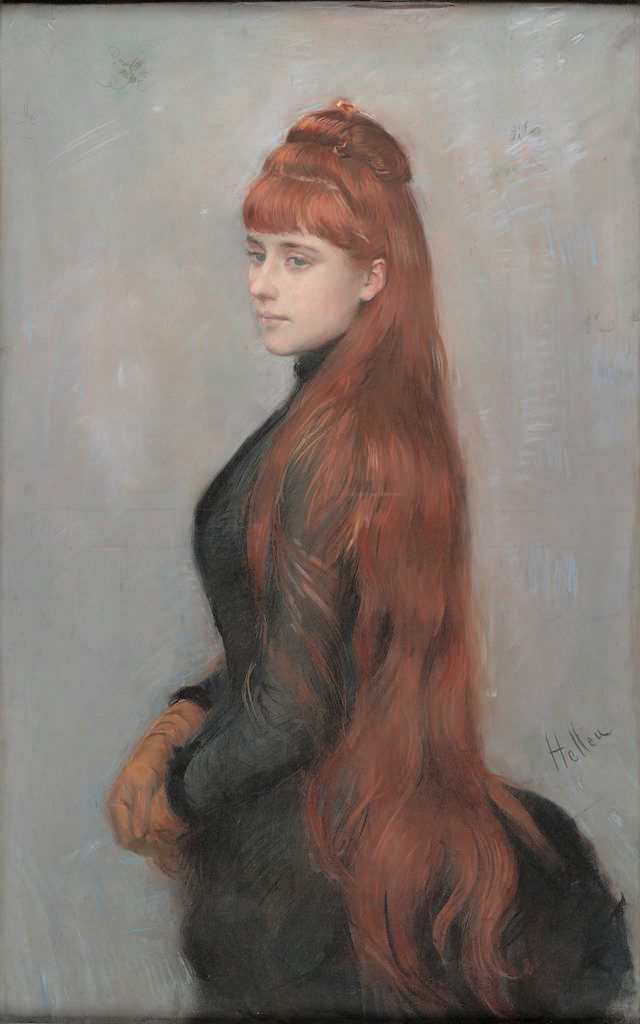
Retrato de Alice Guérin, futura esposa de Helleu.

A Helleu se le encargó en 1884 pintar el retrato de una joven llamada Alice Guérin (1870–1933). Ambos se enamoraron y se casaron dos años más tarde, el 28 de julio de 1886. Durante su vida juntos, fue su modelo favorita. Su actitud encantadora, refinada y agraciada le ayudó a introducirse en los círculos aristocráticos de París, de los cuales eran elementos populares.

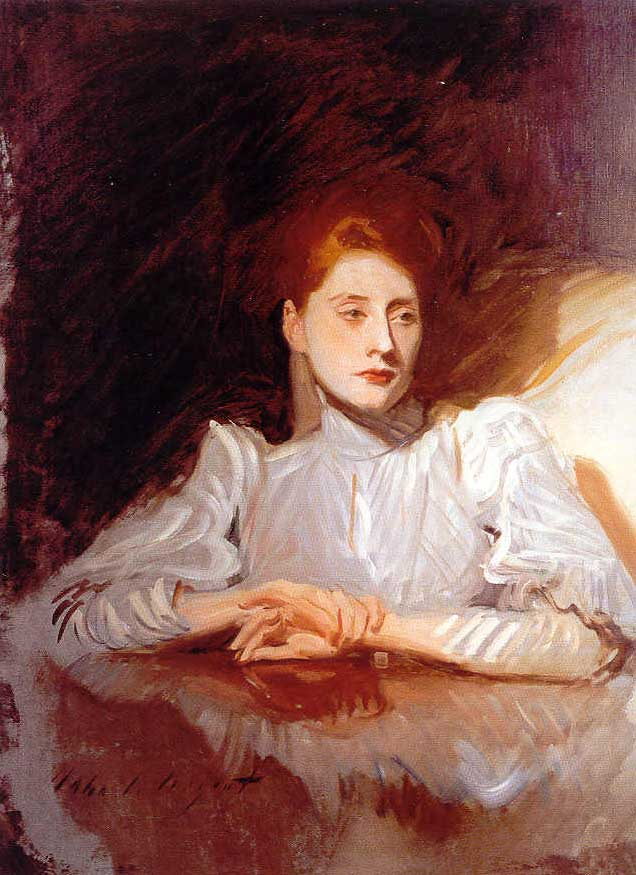
Madame Helleu, John Singer Sargent, c. 1889.

En un viaje a Londres con Jacques Émile Blanche en 1885, Helleu se encontró de nuevo con Whistler y visitó a otros artistas prominentes de la época. Le presentaron a James Jacques Tissot, un exitoso pintor de sociedad francés que hizo su carrera en Inglaterra, el cual había probado ser una gran revelación. En Tissot, Helleu vio, por primera vez, las posibilidades que encerraba el grabado a punta seca, mediante aguafuerte con estilete de punta de diamante directamente grabado a buril. Helleu rápidamente se convirtió en un virtuoso de la técnica, dibujando con la misma libertad dinámica y sofisticada con su estilete que con sus óleos al pastel. Sus impresiones fueron muy bien recibidas y tuvieron la ventaja añadida de que se podían obtener varias pruebas impresas para dar a familiares y amigos. En el transcurso de su carrera, Helleu produjo más de 2.000 impresiones de grabados a punta seca.
Pronto, Helleu mostraba trabajos en las galerías más aclamadas. Degas animó a Helleu a que proporcionara pinturas para la Octava Exposición Impresionista en mayo y junio de 1886. El evento fue instalado en un apartamento en la primera calle Laffitte, el cual fue llevado a cabo simultáneamente con el Salón oficial de ese año para hacer una declaración. A pesar de que 17 artistas se unieron a la famosa exposición que incluyó los primeros trabajos neoimpresionistas, Helleu, al igual que Monet, declinó participar.

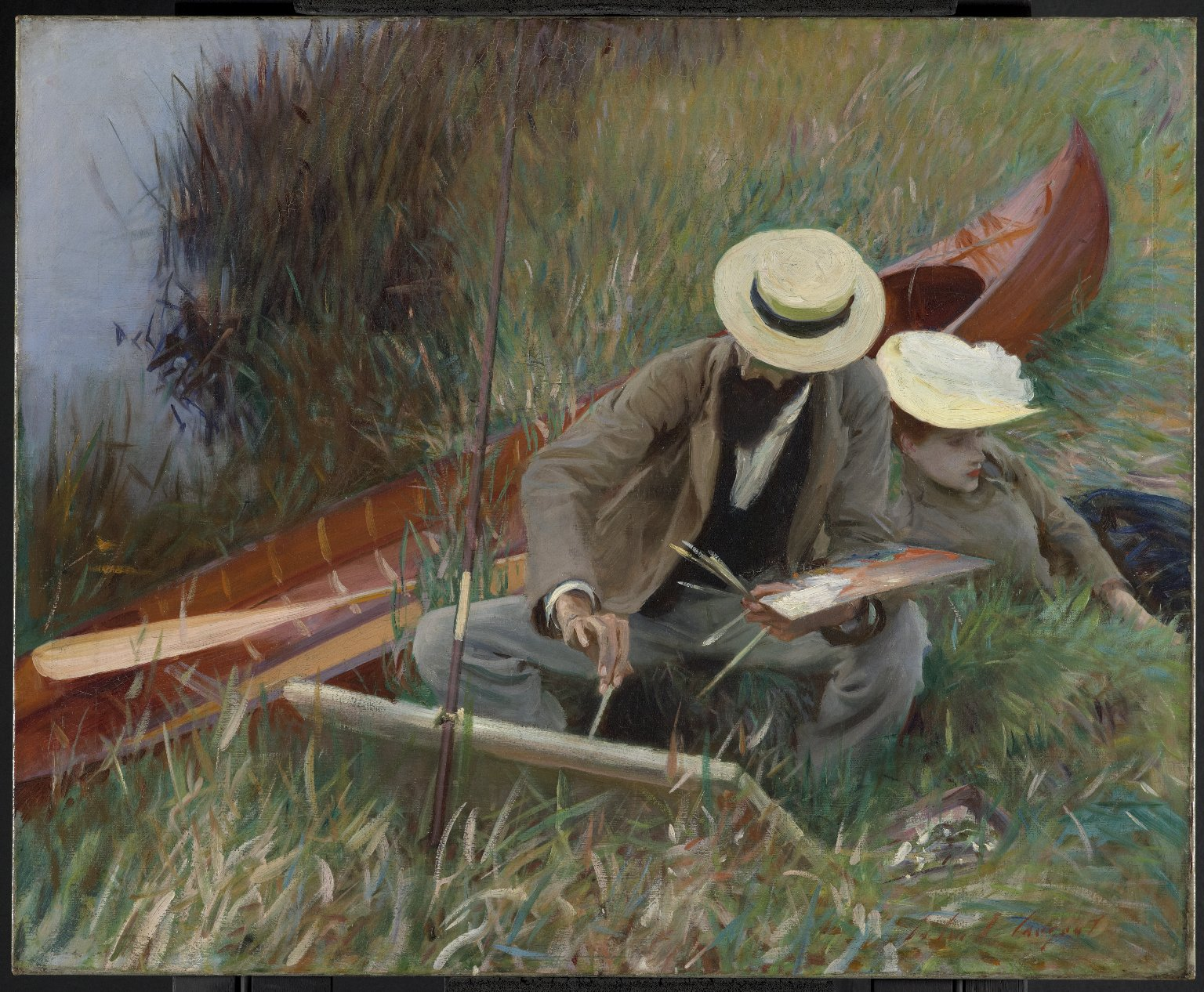
Boceto de Paul Helleu con su mujer (1889), por John Singer Sargent, Museo de Brooklyn, Nueva York.

En 1886, Helleu se hizo amigo de Robert de Montesquiou, poeta y esteta, quién compró seis de su grabados para añadirlos a su gran colección de trabajos impresos. Montesquiou escribió más tarde un libro sobre Helleu el cual fue publicado en 1913 con reproducciones de 100 de sus impresiones y dibujos. Este volumen permanece en la biografía definitiva de Helleu. Montesquiou introdujo a Helleu en los salones literarios de París, donde conoció a Marcel Proust, quién también se convirtió en amigo. Proust creó un personaje literario inspirado en Helleu en su novela En busca del tiempo perdido como el pintor Elstir (Más tarde, Helleu realizó un retrato muy conocido de Proust en su lecho de muerte). La prima de Montesquiou, la Condesa Greffulhe le permitió a Helleu expandir su carrera de manera exitosa como retratista para mujeres elegantes de los estratos más altos de la sociedad parisina, obras por las cuales es en la actualidad recordado. Entre ellas destacan el de la Duquesa de Marlborough, la Marquesa Casati, Belle da Costa Greene, Louise Chéruit, y Helena Rubinstein.
En busca de nueva inspiración Helleu empezó una serie de pinturas e impresiones a color de catedrales y vitrales en 1893, seguidos por estudios de flores y paisajes de los parques en Versalles. Helleu se dedicó a navegar, poseyendo cuatro yates durante su vida. Barcos, vistas de puertos, la vida portuaria en Deauville, y damas en sus atuendos de moda para el mar, se convirtieron en temas para muchos de sus trabajos más vívidos e inspirados.
En 1904, a Helleu le fue otorgada la Legión de Honor y se convirtió en uno de los artistas más celebrados de la época eduardiana tanto en París como en Londres. Fue miembro honorario de importantes sociedades de bellas artes, incluyendo la Sociedad Internacional de Pintores, Escultores, y Grabadores, al mando de Auguste Rodin, y la Société Nationale des Beaux-Arts.
En su segundo viaje a los Estados Unidos en 1912, a Helleu le fue concedida la comisión del diseño para la decoración del techo en la Terminal Gran Central de la ciudad de Nueva York. Se decidió por un mural de un cielo nocturno azul verdoso cubierto por los signos del zodiaco en forma de constelaciones estrelladas que cruzan la Vía Láctea. A pesar de que el diseño astrológico fue ampliamente admirado, el techo permaneció cubierto desde la década de 1930. Más de sesenta años después, en 1998, fue completamente restaurado a su estado original.
Helleu hizo su último viaje a la ciudad de Nueva York en 1920 para una exposición de su trabajo, entonces se dio cuenta de que la Belle Époque se había terminado. Se sentía fuera de sitio y poco después de su regreso a Francia, destruyó casi todos sus grabados a buril, retirándose a la vida familiar hogareña. Mientras se encontraba planeando una nueva exposición con Jean-Louis Forain, murió de peritonitis posterior a una cirugía en París, en 1927 a la edad de 67 años.
Entre muchos de los amigos de Helleu se encontraba la afamada Coco Chanel, quién eligió el beige como su color de firma siguiendo el consejo del artista, pues es el color de la arena en la playa de Biarritz temprano por la mañana. Tanto su hijo Jean Helleu como su nieto Jacques Helleu se convirtieron en directores artísticos para Parfums Chanel.

### Donación alMuseo Bonnatde Bayona
Gracias a una generosa donación de pertenencias del artista (obras de arte y diversos artículos personales) entregada por familiares suyos, el Museo Bonnat de Bayona ofrece al público la posibilidad de conocer la vida y creatividad de Helleu. Este museo cerró por obras de reforma, y reabrirá sus puertas en 2025, bajo el nuevo nombre de Museo Bonnat-Helleu.

## Retratos al pastel

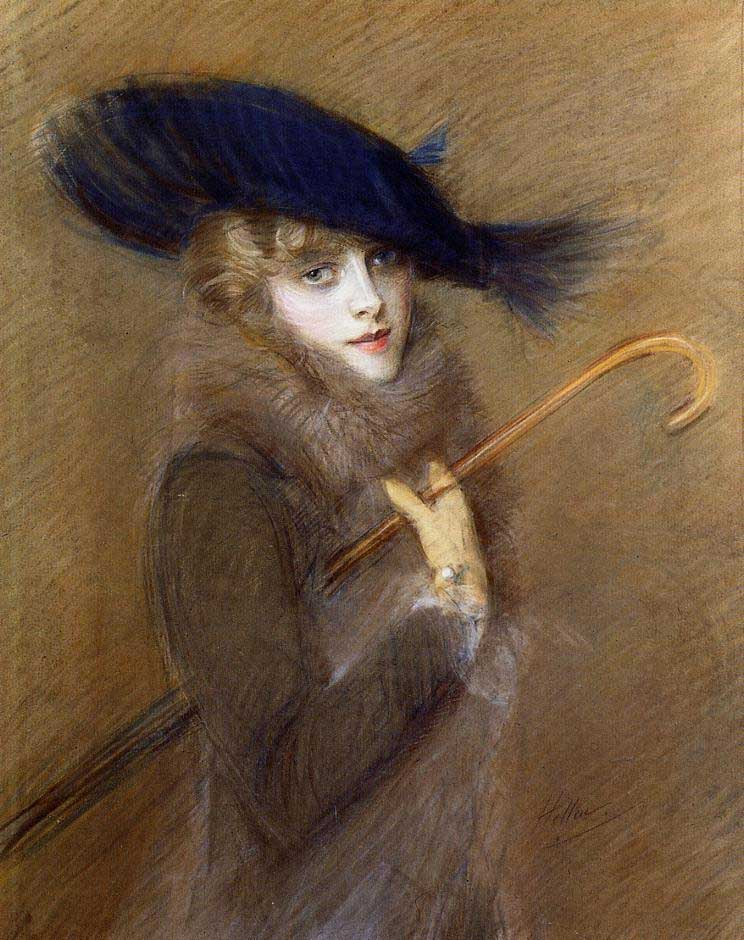
Peggy Letellier, pastel, 1905.
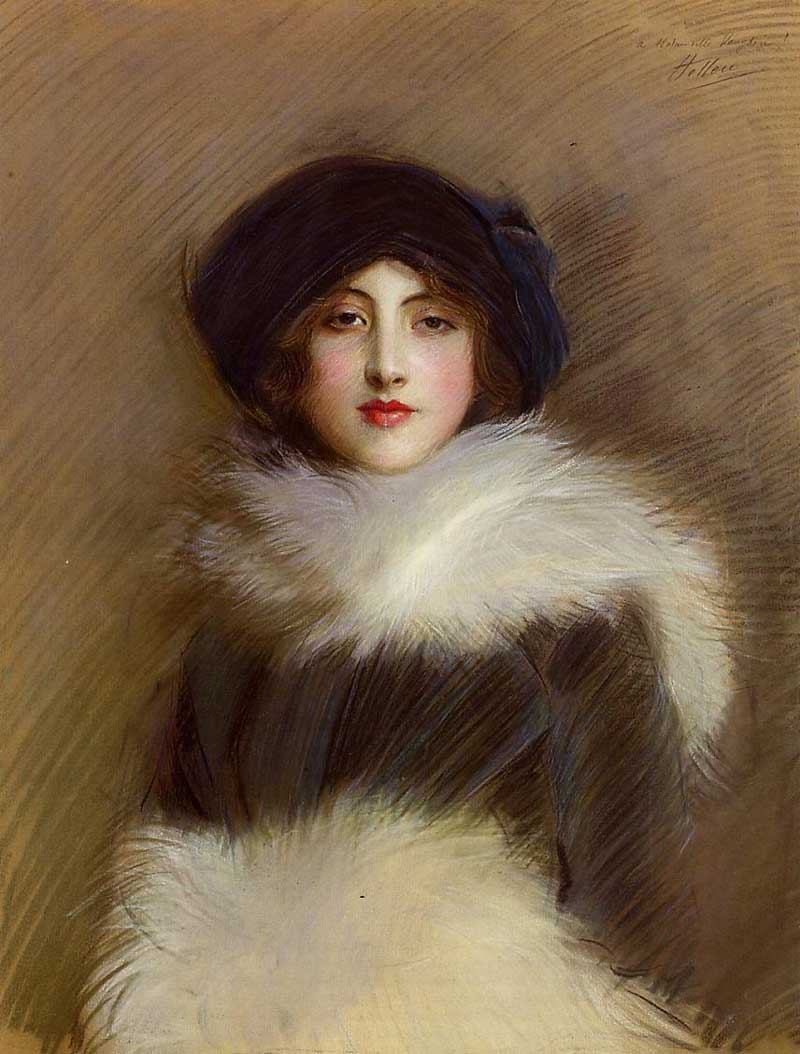
Mademoiselle Vaughan, pastel, 1905.
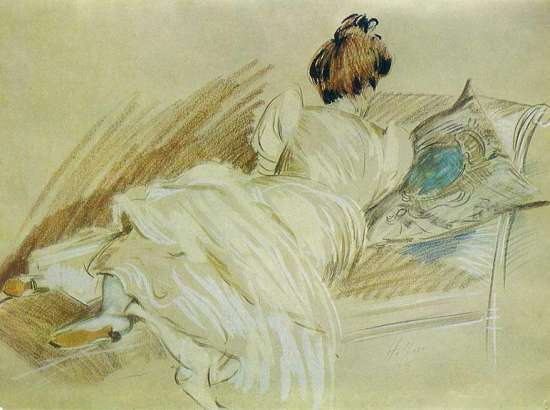
En el sofá, pastel, 1899.
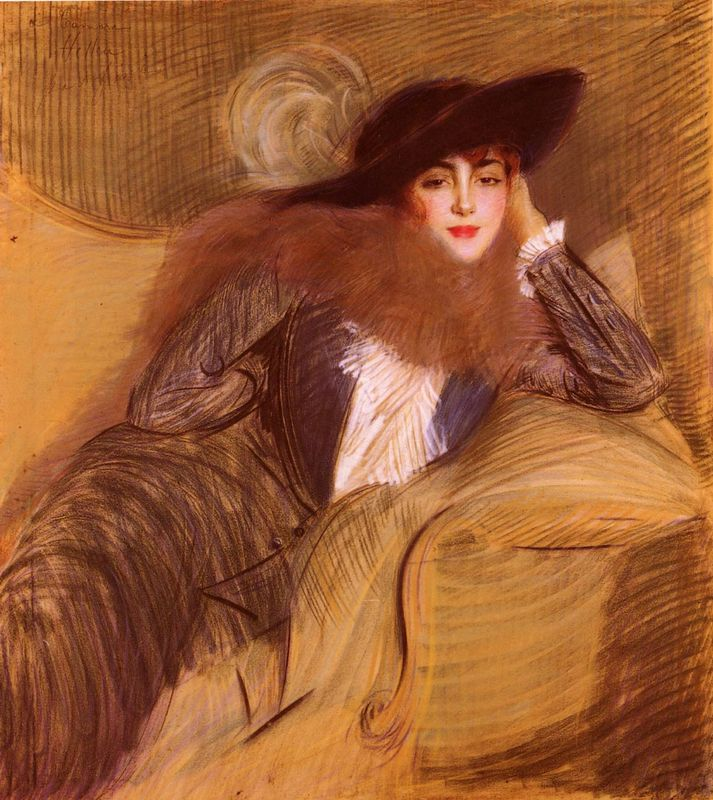
Cámara, pastel, 1905.
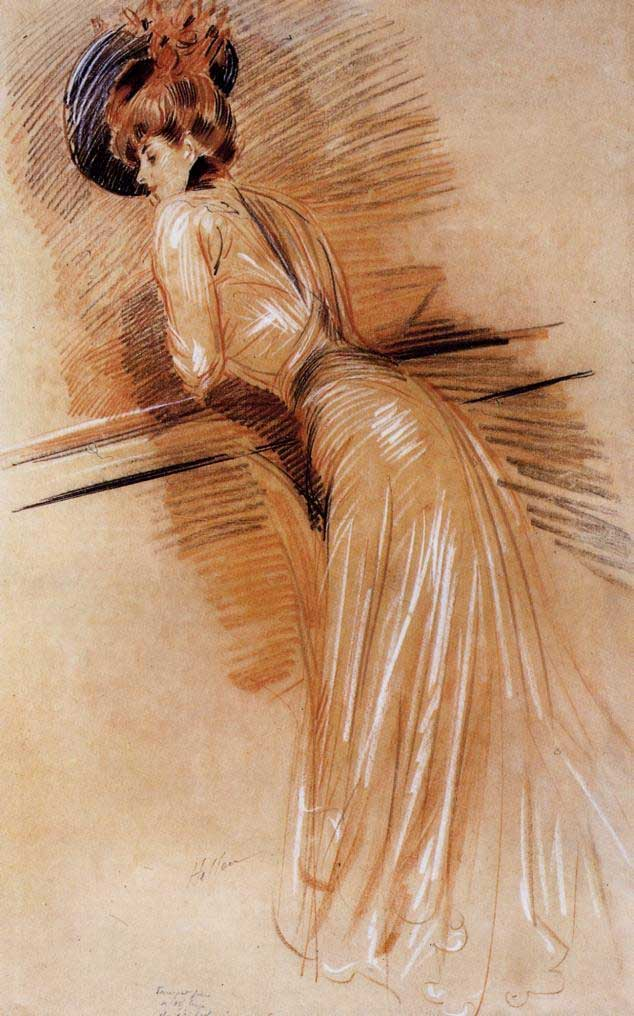
Mujer elegante en la baranda, pastel, 1905.

## Impresiones

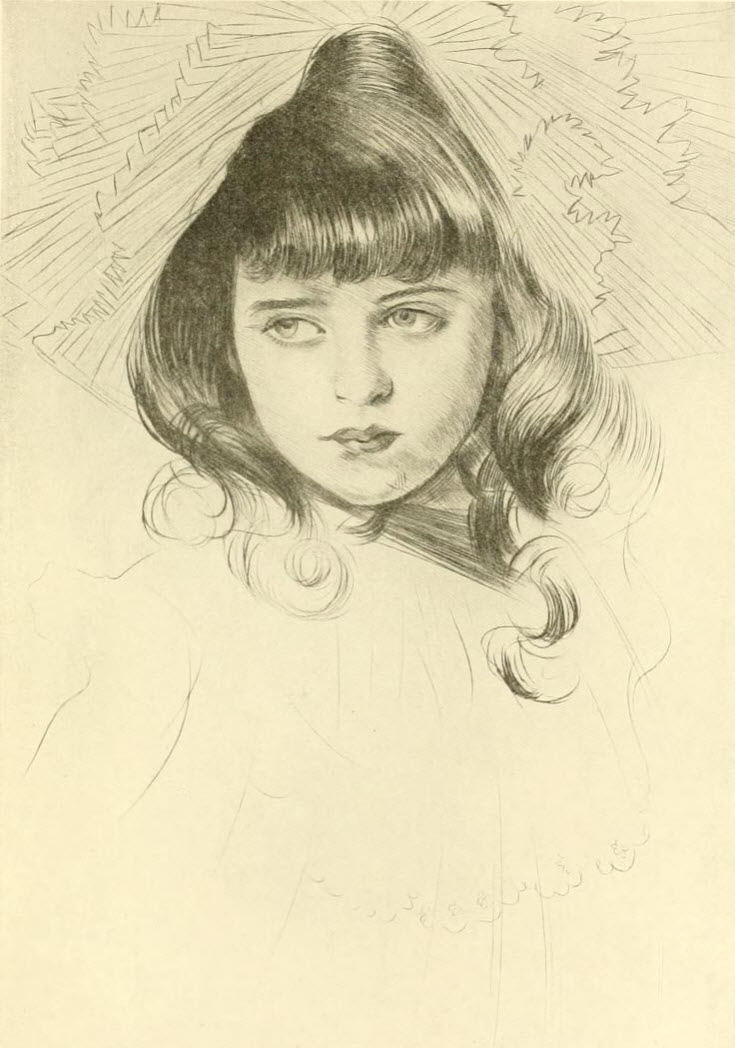
El sombrero plisado, punta seca.
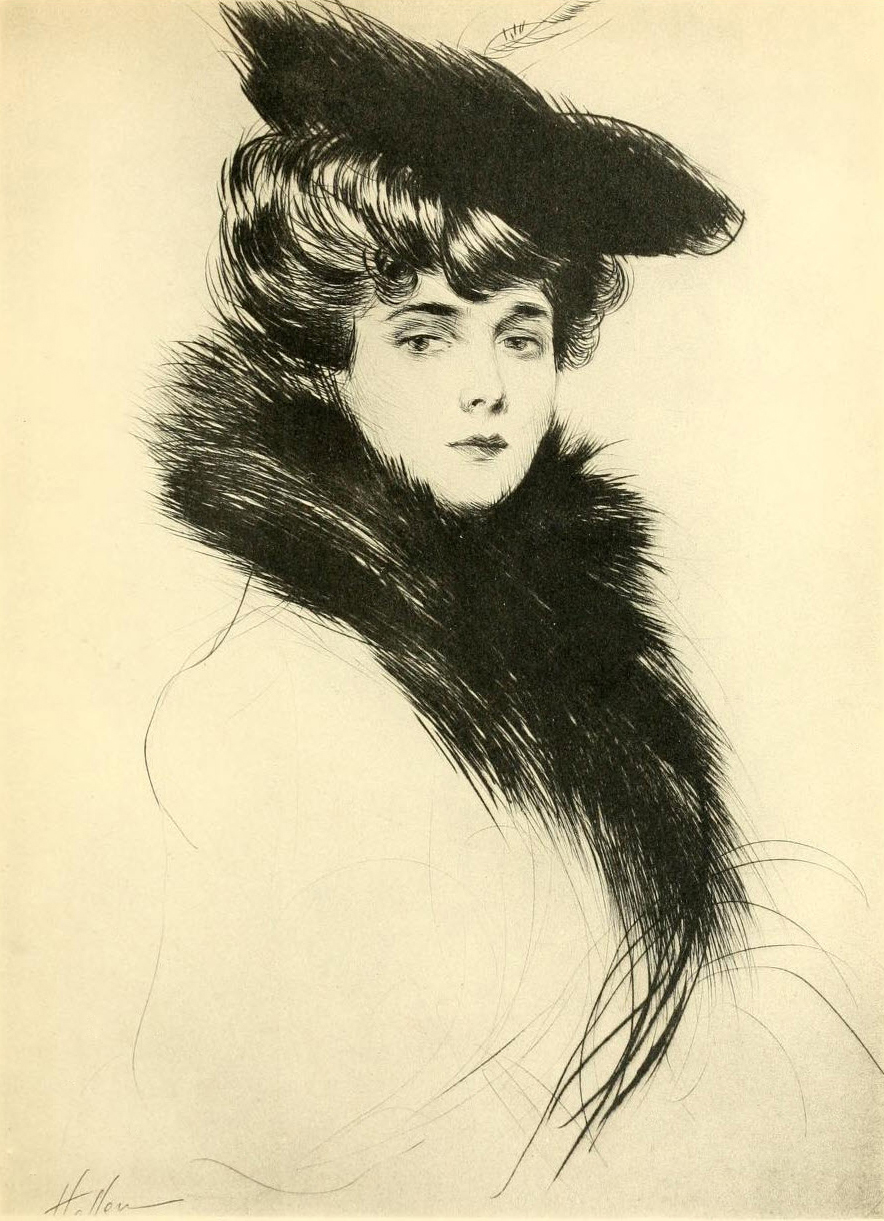
Madame Chéruit, punta seca.
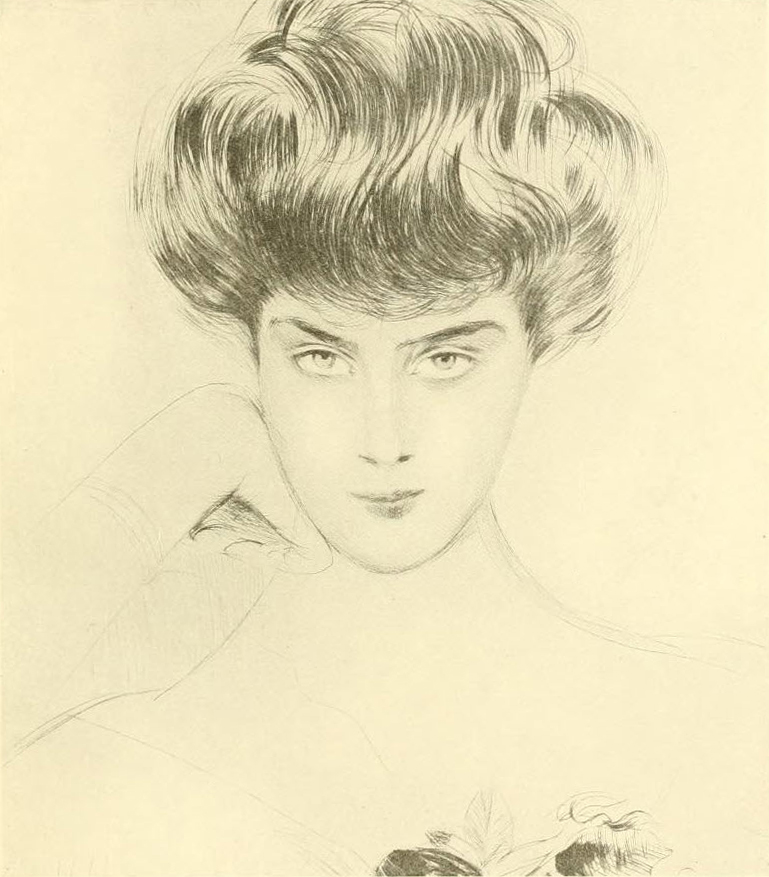
La Esfinge, punta seca.
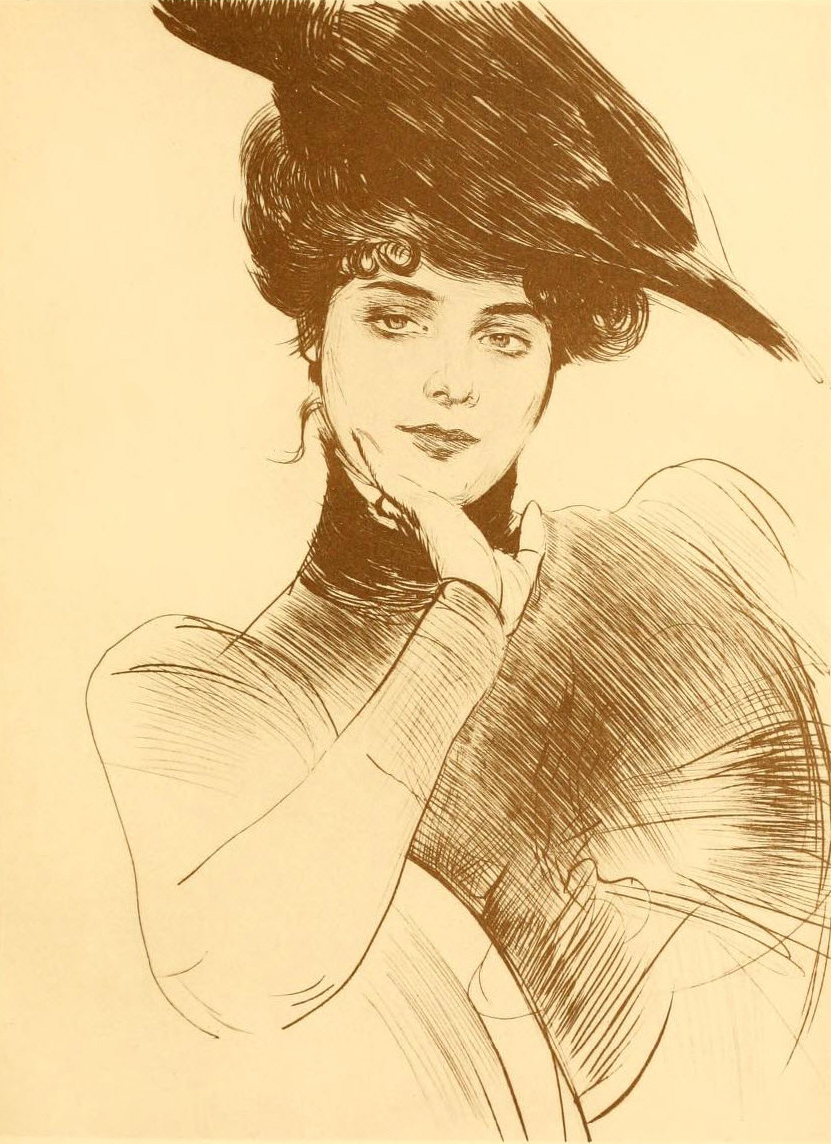
Estudio de la misma, punta seca.
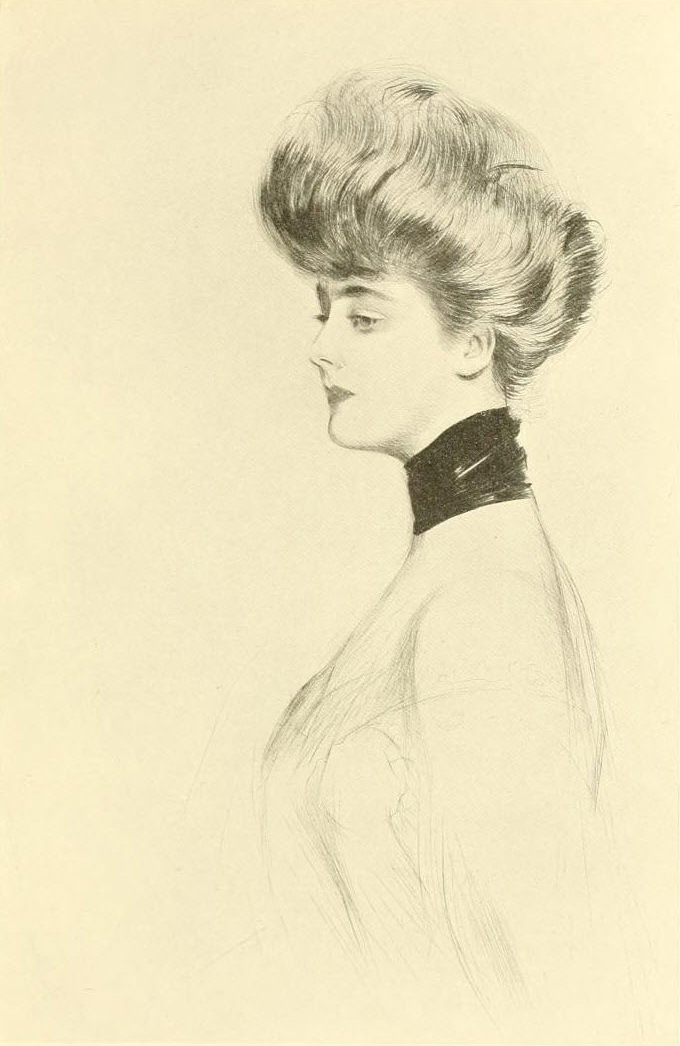
Madame Letellier, punta seca.

## Pinturas al óleo

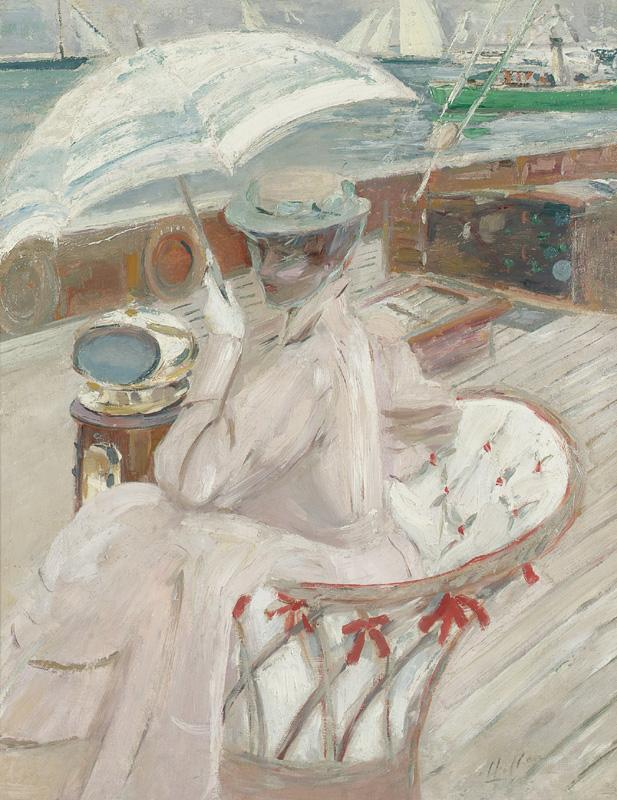
Madame Helleu en su yate L'étoile , óleo sobre tela, ca. 1898–1900
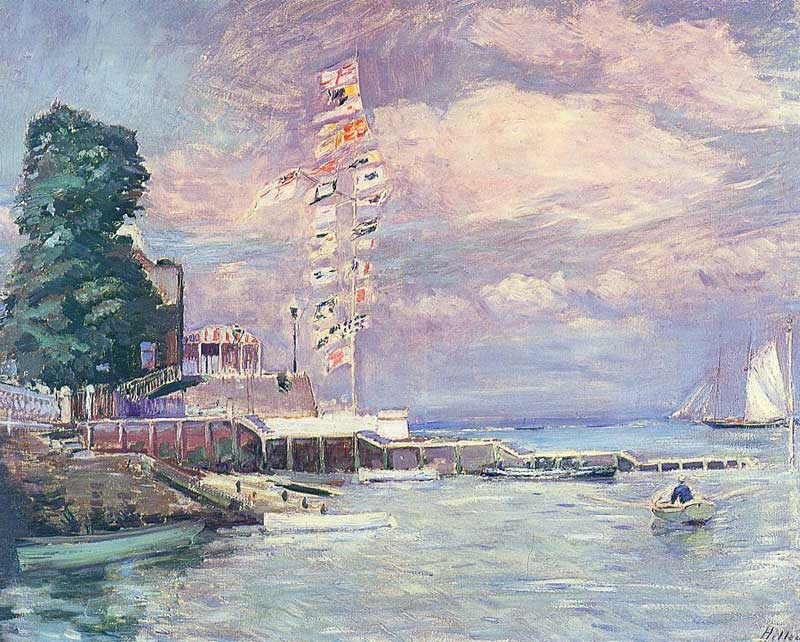
El Magnífico Pavois, óleo sobre tela, 1901.
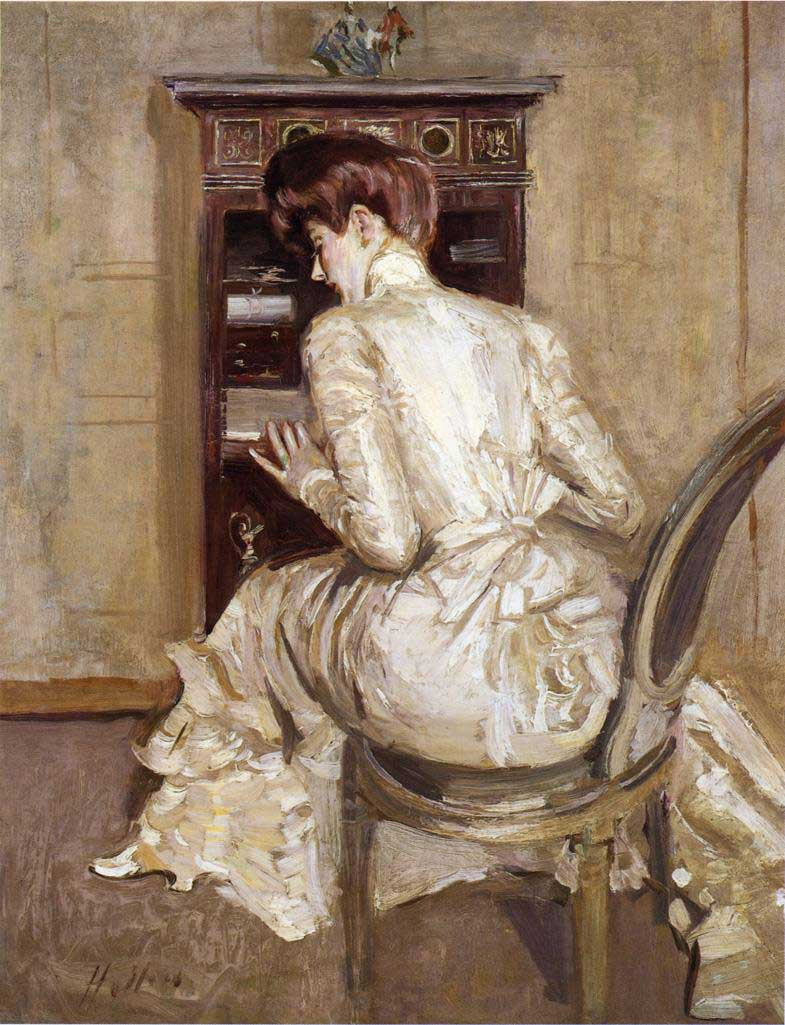
Madame de Paul Helleu sentada ante su secreter, óleo sobre tela, 1900.
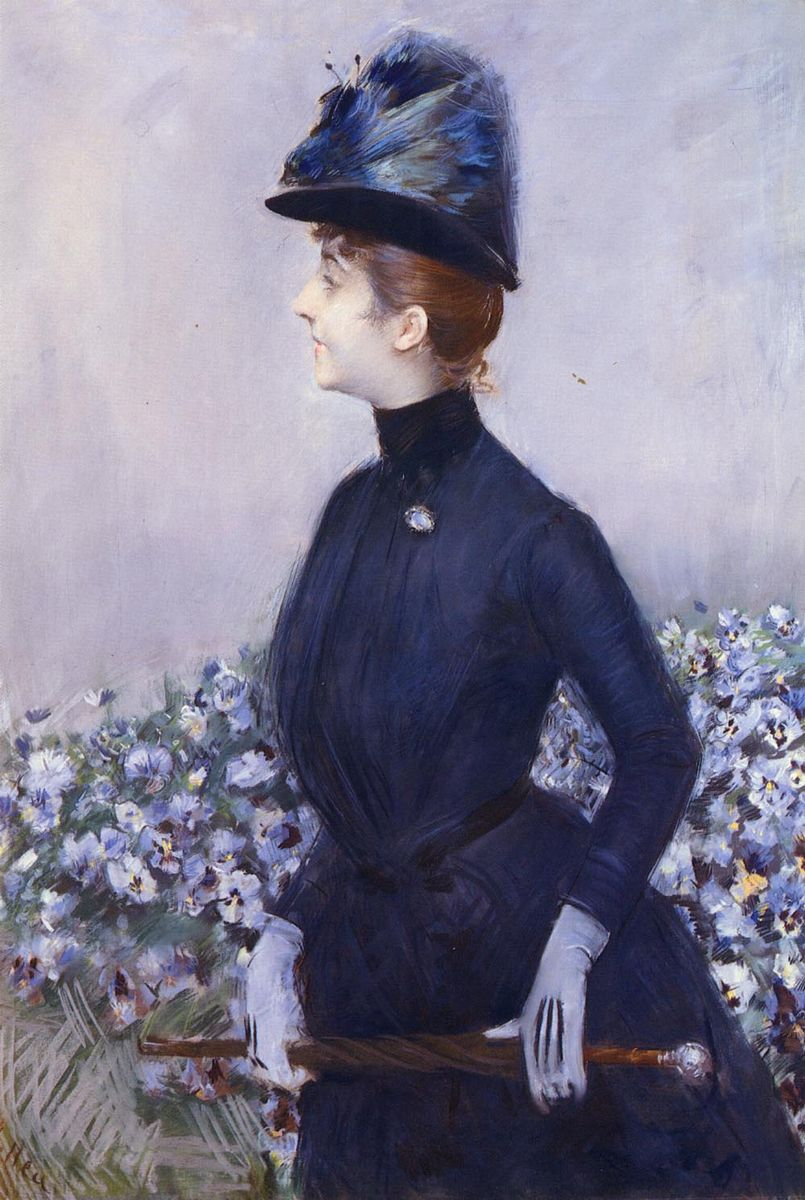
Señora con flores, óleo sobre tela, 1910.
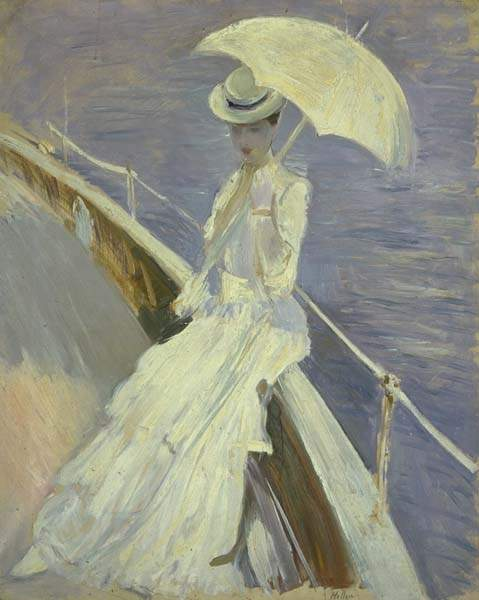
Joven mujer de blanco (Señora Helleu), óleo sobre tela, 1900.

## Temas diversos

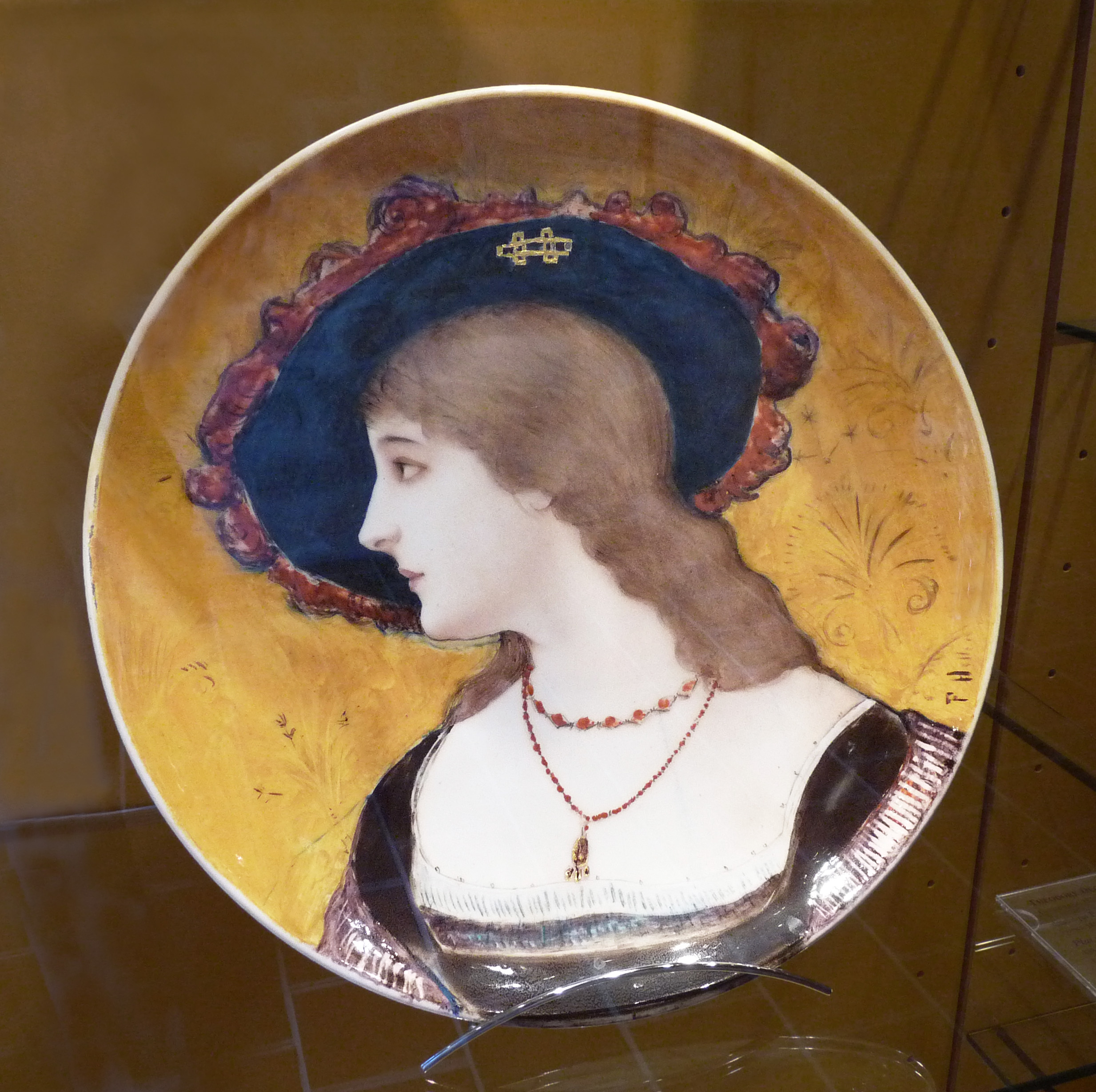
Plato de Théodore Deck decorado por Helleu, 1884, Museo Colmar.
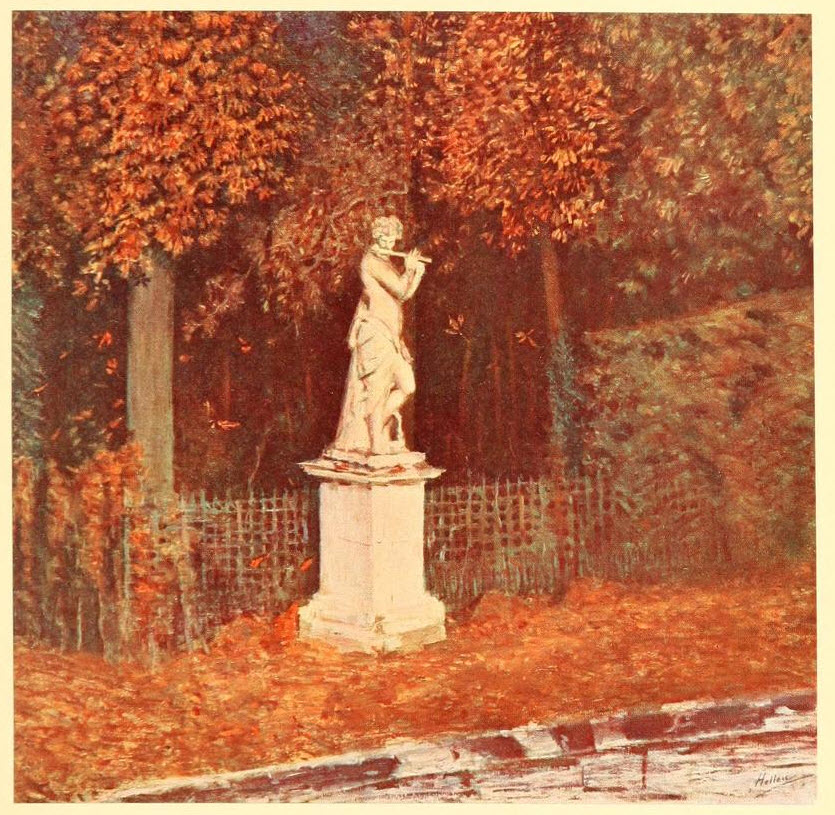
El tocador de flauta, impresión a color, 1895.
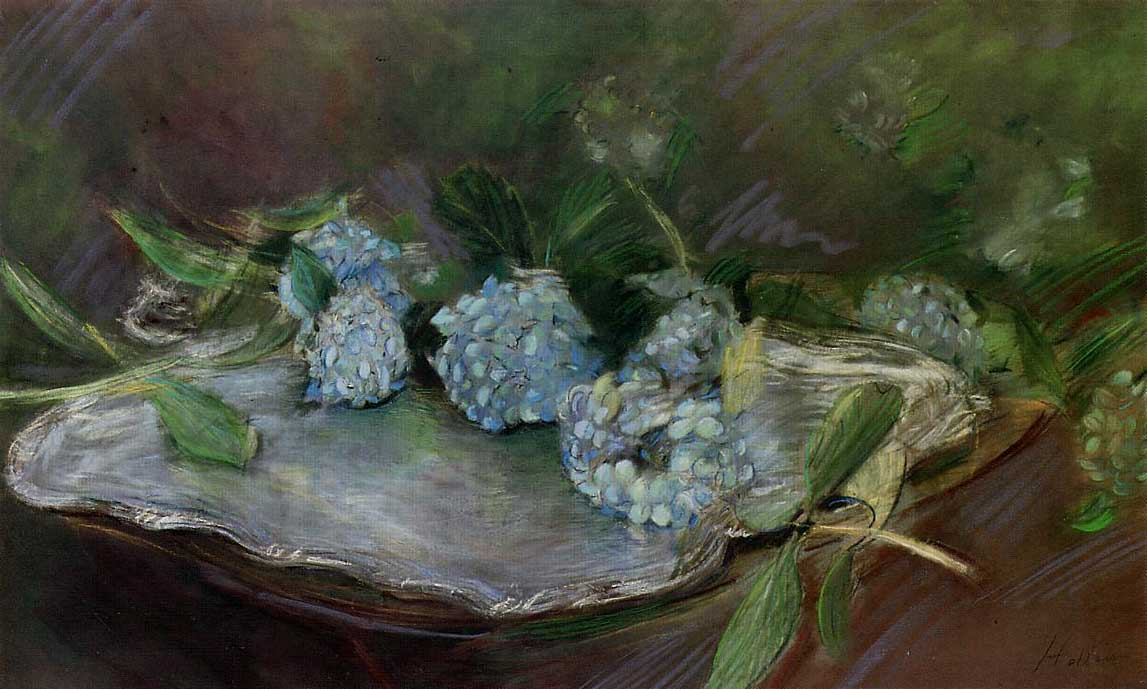
Hydrangeas, pastel, 1911.
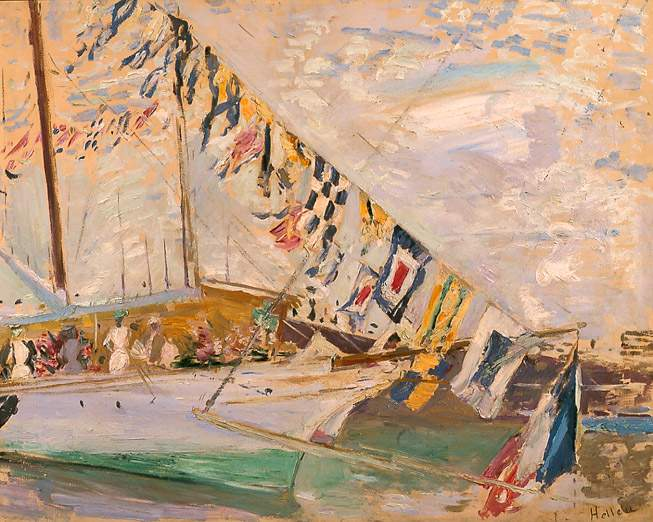
El yate L'étoile , óleo sobre tela, 1903.
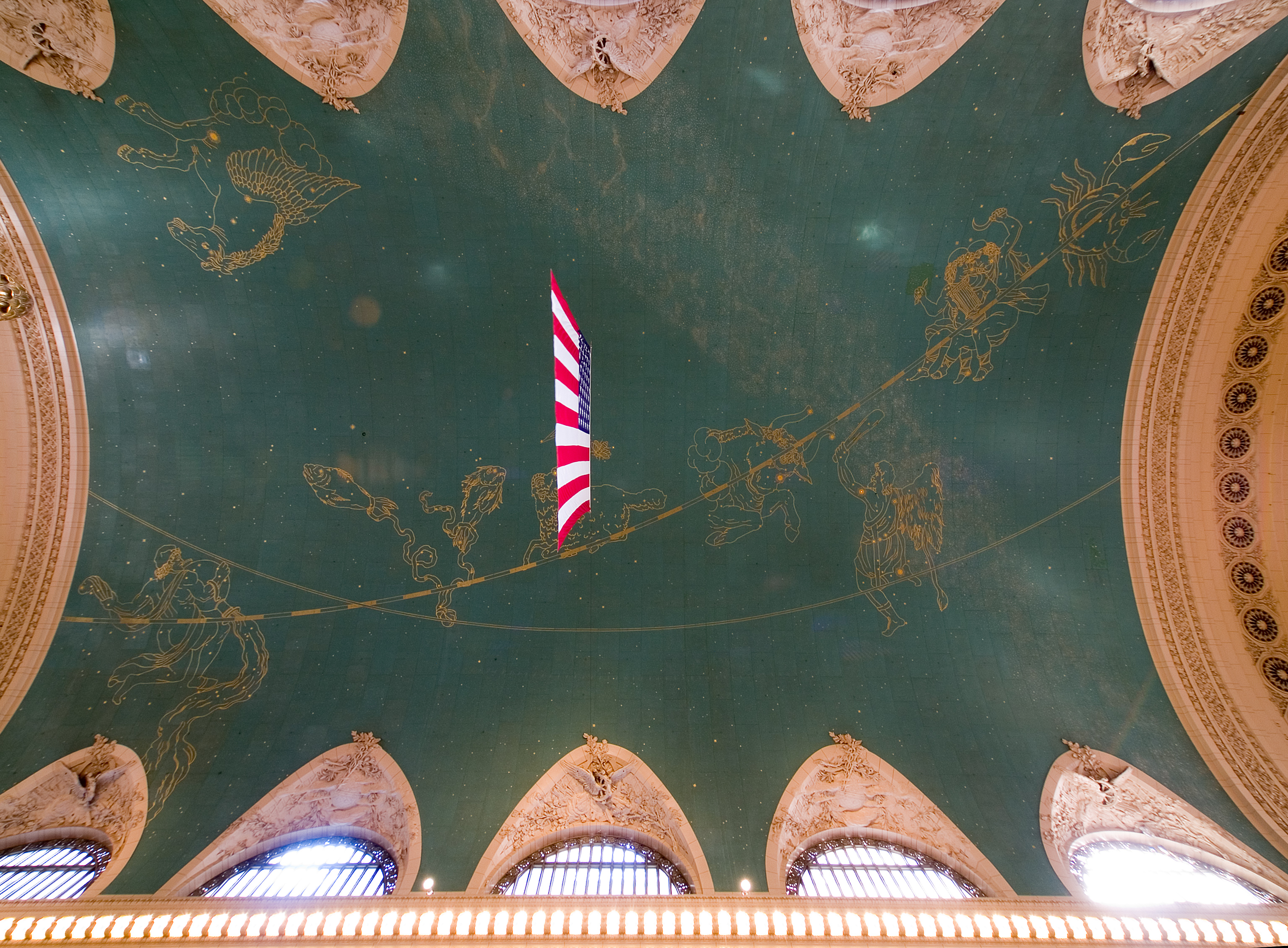
Techo de la Terminal Central de Nueva York.